# William Longshaw Jr.
William Longshaw Jr. (26 avril 1839 - 15 janvier 1865) est un médecin qui s'est porté volontaire pour servir dans la marine de l'Union (Union Navy) des États-Unis pendant la guerre de Sécession.
Longshaw suit une formation médicale et pharmaceutique à Boston, à New York et à La Nouvelle-Orléans, et obtient son diplôme de médecine à l'université du Michigan. Il est nommé chirurgien adjoint intérimaire par la marine en 1862 et sert à bord des navires USS Yankee, Passaic, Penobscot, Lehigh, et enfin le vaisseau-amiral de son escadrille Minnesota.
À plusieurs reprises, la bravoure et les actions courageuses de Longshaw sous le feu direct de l'ennemi ont été mentionnées dans des rapports rédigés par des supérieurs hiérarchiques tels que les contre-amiraux John A. Dahlgren et David Dixon Porter et le secrétaire à la marine Gideon Welles. Soutenant le débarquement amphibie de la marine lors de la seconde bataille de fort Fisher, le 15 janvier 1865, Longshaw s'est rendu à terre avec l'équipe de débarquement et a prodigué des soins à de nombreux blessés et mourants pendant l'assaut. Après avoir sauvé un marin inconscient qui risquait de se noyer à cause de la marée montante, Longshaw répondit au cri d'un marine blessé et, alors qu'il le soignait, il reçut une balle dans la tête et mourut sur le coup.
Après un appel à la reconnaissance lancé en 1913 par le directeur médical de la marine américaine, James Duncan Gatewood, la marine a mis en service en 1943 un destroyer de classe Fletcher, le Longshaw, nommé en l'honneur de l'assistant chirurgien. Ce navire a été détruit par des tirs de batteries côtières lors de la bataille d'Okinawa et a reçu neuf étoiles de combat (Battle star) pour son service pendant la Seconde Guerre mondiale.

## Biographie

### Jeunesse et formation
William Longshaw naît à Manchester (Richmond, Virginie), en Virginie, en avril 1839 , aîné des deux fils de William et Margaret (née Davies) Longshaw, qui ont émigré d'Angleterre aux États-Unis peu après leur mariage; la famille se rend un temps dans le Kentucky, puis s'installe à Cambridge, dans le Massachusetts; le frère cadet de William, Luther M. (31 juillet 1844 - 27 mai 1921), naît à Lowell. William semble avoir fréquenté l'école Lyman et l'English High School, avant de terminer ses études à la Phillips Academy.
Longshaw étudie la médecine avec un médecin d'East Cambridge pendant un an, puis se rend à New York où il suit des cours à l'université de la ville de New York (aujourd'hui université de New York) sous la direction de Valentine Mott et Thomas C. Finnell,. De retour à East Boston en 1857, il rejoint l'église congrégationaliste de Maverick (Maverick Congregational Church). À l'âge de 18 ans, Longshaw se rend à La Nouvelle-Orléans, où il travaille comme commis de pharmacie tout en suivant des cours de pharmacologie à l'université de Louisiane (aujourd'hui Tulane). Il est suffisamment accompli en tant que pharmacien pour devenir membre de l'American Pharmaceutical Association, et inscrit Bayou Sara, en Louisiane, comme lieu de résidence en 1858.
Alors qu'il est encore à La Nouvelle-Orléans, Longshaw aide la communauté médicale locale à combattre une épidémie estivale de fièvre jaune,. Après avoir poursuivi ses études à l'école de médecine de l'université du Michigan, Longshaw obtient son diplôme de médecine en 1859. Sa thèse de fin d'études manuscrite, toujours conservée dans les collections historiques du Michigan, s'intitule " The Physiology of Fecundation "(La physiologie de la fécondation). En tant qu'étudiant, Longshaw est assistant clinique du professeur de chirurgie; il se voit également accorder " un diplôme spécial en chimie, à la fois en analyse qualitative et quantitative ". Après avoir obtenu son diplôme, Longshaw a acquis de l'expérience en prenant "la responsabilité de quatre services d'un hôpital militaire". Le 10 juillet 1860, Longshaw embarque comme chirurgien de l'expédition polaire dirigée par Isaac Israel Hayes, qui hiverne cette année-là sur l'île d'Ellesmere ; Longshaw revient lui-même en novembre 1860, faisant état d'une cécité temporaire due à la neige. Il rapporte que lui et un autre membre de l'équipage ont été témoins d'une éclipse de soleil survenue le 18 juillet.

### Service naval

#### USSYankee
Entré dans la marine en tant que chirurgien adjoint intérimaire le 25 juin 1862,, Longshaw est décrit comme un homme mince, au teint clair, de taille moyenne, aux cheveux noirs et aux yeux gris. Longshaw est affecté à l'USS Yankee, un remorqueur armé à roues à aubes qui a participé à des opérations dans le port de Charleston (Charleston Harbor), à l'évacuation du chantier naval de Norfolk (Norfolk Naval Yard) et dans le bassin du fleuve Potomac,. Pendant que Longshaw est en service sur le Yankee, la petite canonnière sert dans la flottille de la James River, soutenant la campagne de la Péninsule de McClellan's. En juillet, Longshaw participe à un raid nocturne qui permet de capturer deux navires sans tirer un seul coup de feu. En août 1862, le Yankee retourne sur le Potomac pour surveiller les abords du Capitole.
Le 14 août, Longshaw se présente à l'asile naval de Philadelphie (Philadelphia Naval Asylum) pour passer les examens du conseil. Pour réussir les examens du conseil de médecine navale, il faut non seulement posséder des connaissances médicales approfondies dans des domaines tels que la chimie, l'anatomie, la physiologie, l'obstétrique et les " principes et pratiques de la chirurgie ", mais aussi tester les " qualifications mentales, morales et physiques " du candidat, nécessaires pour un travail en mauvaise mer. Longshaw réussit avec 595 sur un total possible de 780 (76,2 %) en environ trois jours d'examen. N'étant encore qu'un chirurgien adjoint intérimaire, Longshaw retourne sur le Yankee, où il sert jusqu'à la mi-octobre.

#### Le chantier naval de Boston
Longshaw est finalement nommé chirurgien adjoint en novembre 1862 et est transféré sur le navire-caserne USS Ohio dans le port de Boston, en attendant les ordres et l'affectation à son prochain navire. Jusqu'en mars, Longshaw est médecin militaire au Boston Navy Yard, où il procède à l'inspection physique des nouvelles recrues, des marins et des officiers de retour au pays, et traite les blessures et les maladies des personnes dont il a la charge. Le Ohio est un navire de ligne à la retraite, maintenant en service ordinaire, conçu pour un équipage de plusieurs centaines d'hommes, qui sert désormais de caserne et d'hôpital pour le Navy Yard. Après six ans de formation médicale, Longshaw est stationné à une courte distance de la maison de ses parents à Cambridge.
À bord d'un tel navire-caserne, Longshaw apprend à passer ses journées à rédiger et à classer des rapports sur des cas individuels, à enregistrer le trafic dans l'infirmerie, à tenir l'inventaire de l'équipement et des fournitures, à faire des demandes de médicaments, à prendre des mesures environnementales, à inspecter divers endroits du navire pour vérifier les conditions sanitaires, à se coordonner avec la cuisine du navire pour assurer une alimentation suffisante, en plus de s'occuper des besoins médicaux quotidiens de l'équipage. Un chirurgien adjoint doit également former les nouveaux marins aux premiers secours, leur apprendre à poser des garrots et des bandages, puis à charger, soulever et transporter des camarades blessés sur des brancards. Longshaw est responsable de la gestion du personnel médical et du reste du personnel hospitalier, comme les infirmières, les cuisiniers et les intendants. Les cinq mois passés à bord du Ohio ont permis à Longshaw d'effectuer sa "résidence" navale,.

#### USSPassaic

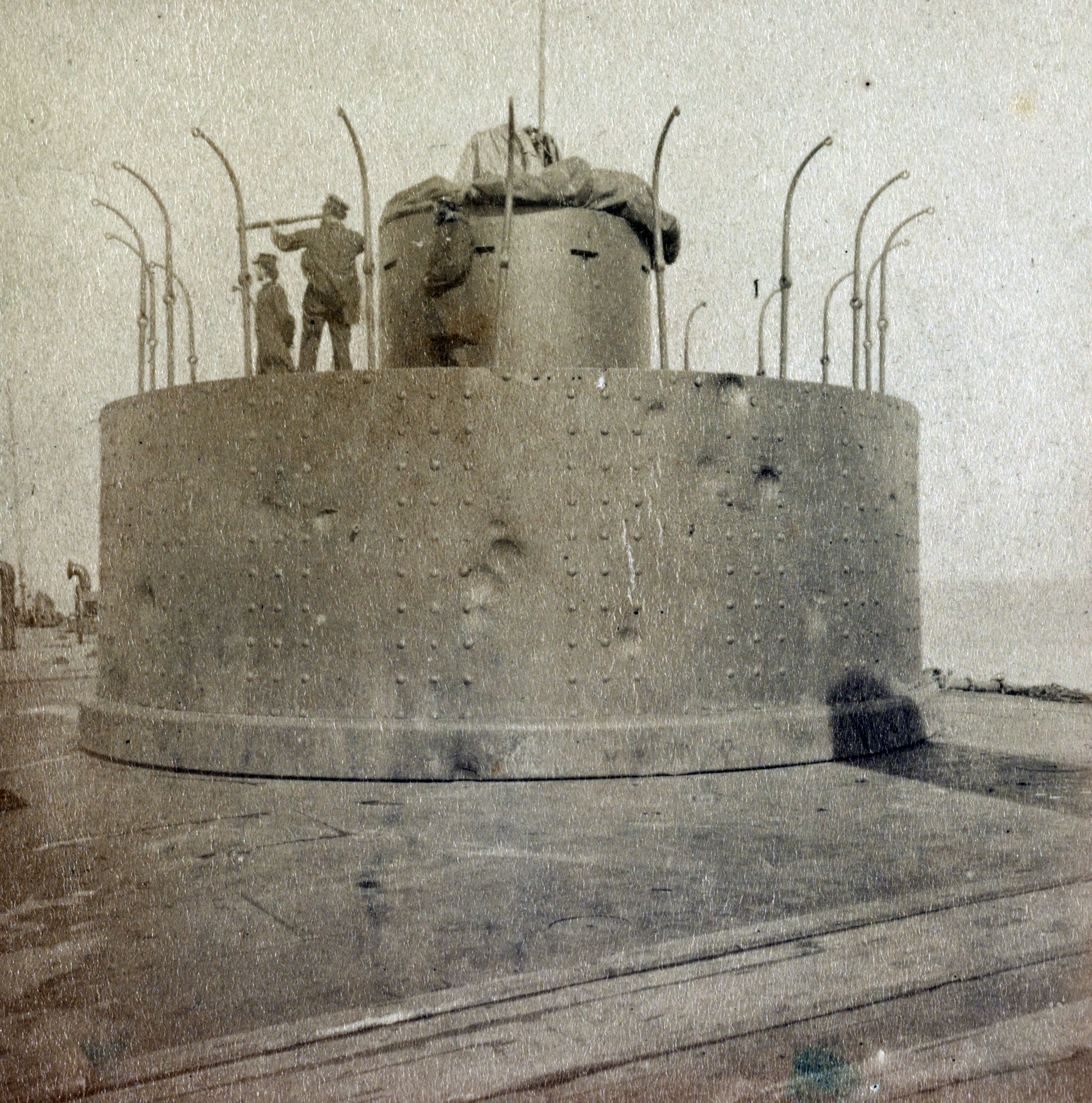
Tourelle de l'USS Passaic après le bombardement d'avril 1863 lors de la première bataille de Charleston Harbor

En mars 1863, Longshaw est affecté à l'escadron de blocage de l'Atlantique Sud sous les ordres de Samuel Francis Du Pont dans le port de Charleston. Le nouveau navire de Longshaw est le USS Passaic, comme son prédécesseur le USS Monitor, un navire cuirassé (ironclad) à faible tirant d'eau et au profil bas avec une seule tourelle surélevée au centre du pont. Le Passaic est commandé par le capitaine Percival Drayton, originaire de Charleston, et bien que nouvellement mis en service et moderne, le Passaic est vulnérable aux mauvaises conditions météorologiques et à la mer agitée. Ses 85 marins et officiers sont confinés dans sa coque en fer la majeure partie de la journée, serrés les uns contre les autres et à moitié étouffés par la chaleur, la fumée et l'air vicié,. Début avril, le Passaic et la plupart des navires de guerre de son escadron attaquent les forts du port de Charleston. Les navires sont pilonnés par les tirs et les obus. En quelques heures, le Passaic tire 13 obus et est frappé 35 fois, les tirs mettant hors service l'un de ses deux canons, bloquant sa tourelle pendant un certain temps et arrachant pratiquement la timonerie située au sommet de la tourelle,. Cependant, le Passaic ne signale aucune perte ; un seul décès est enregistré sur les neuf navires de guerre ce jour-là.

#### USSPenobscot
Longshaw fut transféré en mai 1863 à l'USS Penobscot, une goélette à deux mâts et à une hélice chargée de poursuivre et de capturer les forceurs de blocus (blockade runners). Après des mois passés à pratiquer la médecine dans un navire exigu, à coque en fer et sans fenêtre, le Penobscot ensoleillé aurait été un changement bienvenu. En juillet, il échoue un navire de construction anglaise, le Kate, sur l'île de Smith ; une équipe de marins tente de mettre le navire hors d'état de nuire et met le feu au passeur de blocus.

#### USSLehigh

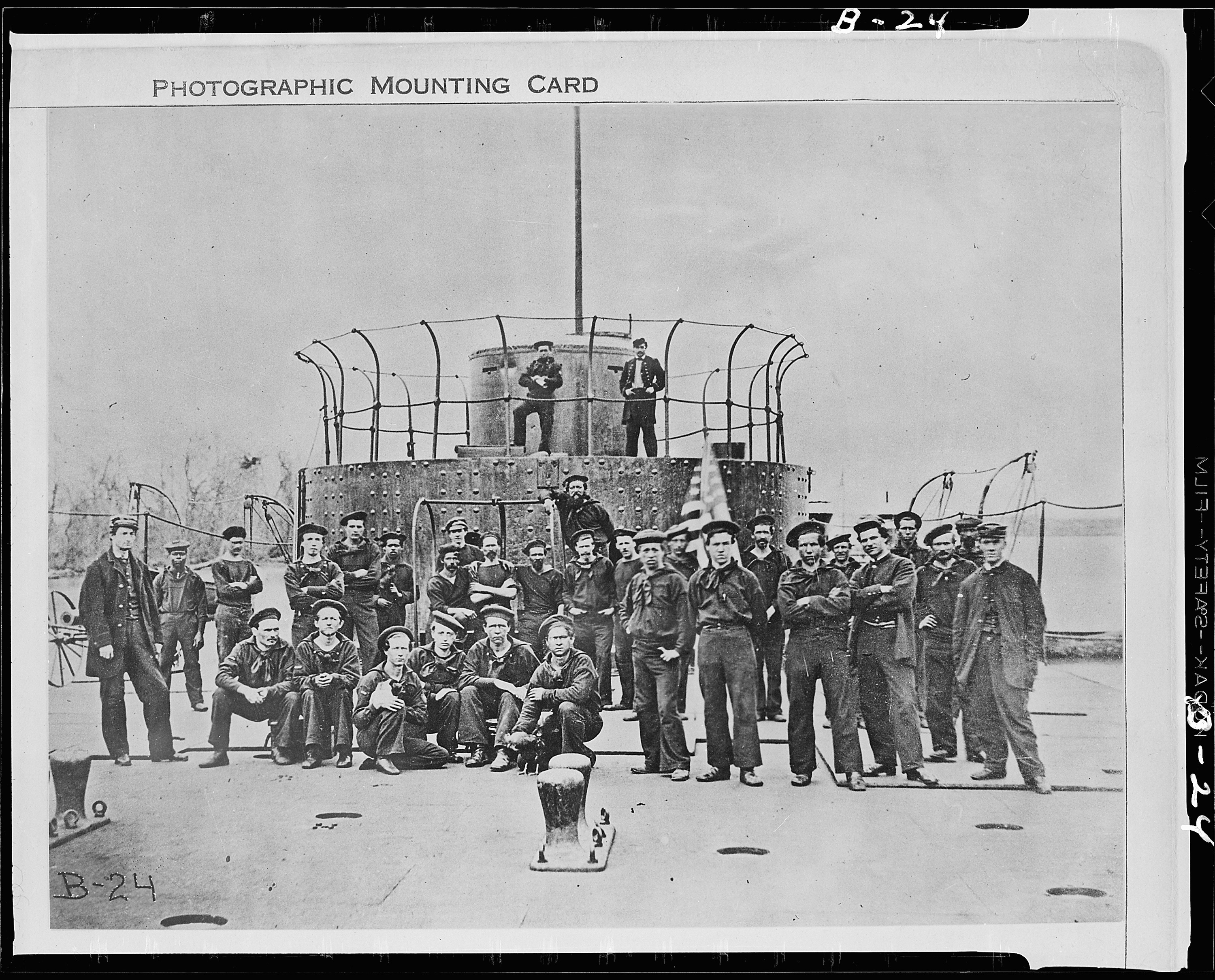
Le USS "Lehigh" sur la James River, montrant les bosses faites par les canons confédérés dans le blindage de la tourelle du moniteur (U.S. National Archives)

Le 11 août, Longshaw reçoit l'ordre de reprendre du service à bord du nouveau monitor USS Lehigh, un navire-jumeau (sister ship) du Passaic, sous le commandement du capitaine de frégate Andrew Bryson. Le Lehigh est immédiatement engagé dans des opérations actives dans le port de Charleston, attaquant régulièrement Fort Sumter au cours des mois suivants. Lors d'un engagement avec les batteries confédérées de Sullivan's Island à Charleston, en Caroline du Sud, le 16 novembre 1863, le Lehigh s'échoue alors qu'il bombarde les forts confédérés dans le port ; il faut passer une aussière au vapeur USS Nahant, qui se tient prêt à intervenir. Longshaw, sous le feu direct de l'ennemi dans une embarcation non pontée, porte à deux reprises une ligne pour l'aussière jusqu'au Nahant, mais les tirs confédérés sont si intenses que les deux aussières sont emportés. Longshaw n'est pas en mesure de faire le troisième voyage ; il a alors des blessés à soigner. Le Lehigh est finalement remis à flot lorsque le Nahant le libère à l'aide de la troisième aussière.
La bravoure de Longshaw dans cette action fut saluée par le témoin oculaire, le contre-amiral John A. Dahlgren. Dahlgren écrivit : 
" Par deux fois, il passa dans une petite embarcation du Lehigh au Nahant, portant une ligne courbée sur l'aussière. Les coups de feu et les obus des canons et des mortiers volaient et se brisaient tout autour" 
Dalhgren rapporte qu'il a promu les soldats impliqués.
"Je vais également les mentionner honorablement à l'honorable secrétaire de la marine, ce qui est tout ce que je peux faire pour le Dr Longshaw. Il n'est pas en mon pouvoir de le récompenser comme il se doit".
Cinq marins furent promus et reçurent la Médaille d'honneur (Medal of Honor) pour cette action,,,,. Le statut de médecin militaire de Longshaw empêcha Dahlgren de lui offrir une promotion sur le terrain. Toutefois, le chef du Bureau de médecine et de chirurgie de la marine envoie sa recommandation au secrétaire à la marine Gideon Welles, qui promeut Longshaw, sous réserve des examens du conseil d'administration et de l'accomplissement de deux ans de service,.

#### USSMinnesota
Longshaw est transféré à la flotte de blocus de l'Atlantique Nord (North Atlantic Blockading fleet) du contre-amiral Samuel Phillips Lee le 30 décembre 1863 et est affecté au navire-amiral Minnesota, commandé par le capitaine de corvette John H. Upshur. La nouvelle affectation de Longshaw est prestigieuse; il servira sous les ordres du chirurgien de la flotte et de trois autres chirurgiens adjoints à bord. Avec un effectif de près de 700 officiers et soldats, le Minnesota est massif, bien équipé et "l'une des plus grandes frégates de son époque...". De tels navires étaient les meilleures habitations à flot...".
Pour aider le chirurgien de la flotte, il faut faciliter le vaste flux de rapports, de journaux, d'inventaires, de demandes et de reçus provenant de chaque navire de la flotte. Longshaw et les autres chirurgiens adjoints à bord aident à accumuler des données pour une communication constante avec le Bureau de médecine et de chirurgie (Bureau of Medicine and Surgery) du ministère de la Marine. Longshaw assure les quarts en tant qu'officier du jour et supervise l'infirmerie, diagnostiquant et traitant les blessures et les maladies au fur et à mesure qu'elles se présentent.

##### Fort Fisher
À la fin de l'année 1864, Wilmington, en Caroline du Nord, était l'un des rares ports encore disponibles pour les passeurs de blocus qui tentaient d'approvisionner la Confédération. La présence de haut-fonds empêchait les plus gros navires d'entrer dans la rivière Cape Fear River, et les Confédérés avaient construit une série importante de fortifications sur ce qui était alors connu sous le nom de Federal Point. La plus grande de ces fortifications était Fort Fisher. Face à la mer se trouvait une structure de 3,6 m de haut et de 1,6 km de long, avec des batteries surélevées à chaque extrémité ; face à l'approche terrestre du nord se trouvait une structure plus haute avec quinze monticules de 10 m de haut, un réseau souterrain de tunnels, et une clôture de 9 pieds de haut devant les murs. La construction en terre robuste de la structure rendait la majeure partie du fort imperméable aux bombardements de l'artillerie navale. Une garnison de 2 400 soldats, de bonnes lignes de ravitaillement et de solides positions d'artillerie rendent le fort difficile à attaquer par voie terrestre.
Fin décembre, une attaque terrestre contre le fort échoue, entraînant la destitution du commandant des forces de l'Union. Un autre assaut mieux coordonné est prévu pour janvier. Le fort doit subir un bombardement massif depuis la mer, suivi d'un assaut terrestre depuis le nord, programmé pour coïncider avec le débarquement amphibie de 400 marines et 1 600 marins en provenance du nord-est. Pour l'assaut naval, le Minnesota fournit 51 marines, 189 marins et officiers, ainsi que Longshaw. Les marines sont armés de fusils, les marins de coutelas et de pistolets. Longshaw porte sa trousse médicale,.
L'assaut naval s'enlise ; les murs du fort sont hors de portée des pistolets des marins. Des centaines de marines et de marins sont tués ou blessés. Un officier déclara à propos de Longshaw : 
"il était toujours près du front avec des instruments et des garrots..."
Un autre officier rapporta:
"sa grande bravoure et l'attention qu'il portait aux blessés sous le feu le plus nourri..."
Thomas O. Selfridge, plus tard, rapporta :
"Alors que je me trouvais sous les murs du fort, j'ai été le témoin oculaire d'un acte d'héroïsme de la part de l'assistant chirurgien William Longshaw, un jeune soldat de l'armée de l'air. William Longshaw, un jeune officier de l'équipe médicale, dont la mémoire devrait toujours être entretenue par son corps, et qui mérite plus que cette brève mention. Un marin, trop gravement blessé pour s'aider lui-même, était tombé près du bord de l'eau et, avec la marée montante, se serait noyé. Le docteur Longshaw, au péril de sa vie, se porta à son secours et le traîna au-delà de la marée montante. C'est alors qu'il entendit le cri d'un marine blessé, faisant partie d'un petit groupe qui, derrière un petit monticule de sable près du parapet, continuait à tirer sur l'ennemi. Longshaw se précipite à son secours et, alors qu'il soigne ses blessures, il est abattu. Ce qui rendit l'action de ce jeune officier encore plus héroïque, c'est que le jour même, il avait reçu une permission, mais avait reporté son départ pour se porter volontaire pour l'assaut".
Le lendemain, le commandant de l'escadron de blocage de l'Atlantique Nord, le contre-amiral David D. Porter, ordonne au vapeur (steamer) à roues USS Fort Jackson d'aller chercher le corps du Dr Longshaw dans le Minnesota et de le livrer à l'hôpital naval de Gosport Navy Yard "sans délai".
Le Dr William Longshaw Jr. a été enterré au cimetière de Woodlawn à Everett, dans le Massachusetts.

## Honneurs
Le destroyer américain USS Longshaw (DD-559) a été nommé en son honneur.